# ギゼルベルト (ルクセンブルク伯)
ルクセンブルク伯ギゼルベルト（Giselbert, Graf von Luxemburg, 1007年ごろ - 1059年8月14日）は、ザルム伯およびロンウィ伯、後にルクセンブルク伯（在位：1047年 - 1059年）。モーゼルガウ伯フリードリヒとおそらくイルムトルート・フォン・グライベルクの息子。

## 生涯
はじめはザルム伯およびロンウィ伯であったが、兄ハインリヒ2世の死によりルクセンブルク伯位を継承した。また、トリーアのザンクト＝マクシミン修道院およびエヒタナハ修道院からの収入も手に入れた。ギゼルベルトは、トリーア大司教ポッポとの間でザンクト＝マクシミン修道院に関する論争に巻き込まれたが、弟メッツ司教アダルベロ3世が仲裁に入った。
1050年、ルクセンブルクの人口がかなり増加したため、ギゼルベルトは街の周りに要塞壁を新たに建設し、街の面積を拡張した。

## 子女
妻の名や出自は不詳である。以下の子女をもうけた。
- コンラート1世[3]（1040年ごろ - 1086年） - ルクセンブルク伯
- ヘルマン（1035年ごろ - 1088年） - ザルム伯、ドイツ対立王（1081年 - 1088年）
- 娘 - ディートリヒ・フォン・アンメンスレーベンと結婚
- 娘 - オルティゲン伯クノと結婚
- アダルベロ（1097年没） - メッツの司祭
- ユッタ - リンブルフ伯ウド（ヴァルラム1世（2世）と同一人物の可能性あり）と結婚